# Héctor Robles León
Héctor Robles León es un jugador de fútbol y de fútbol playa mexicano. 

## Participaciones en Copas del Mundo de Playa
| Mundial                                | Sede   | Resultado        |
| -------------------------------------- | ------ | ---------------- |
| Copa Mundial de Fútbol Playa FIFA 2007 | Brasil | Subcampeón       |
| Copa Mundial de Fútbol Playa FIFA 2011 | Italia | Cuartos de final |